# Giovanni Battista Ruoppolo

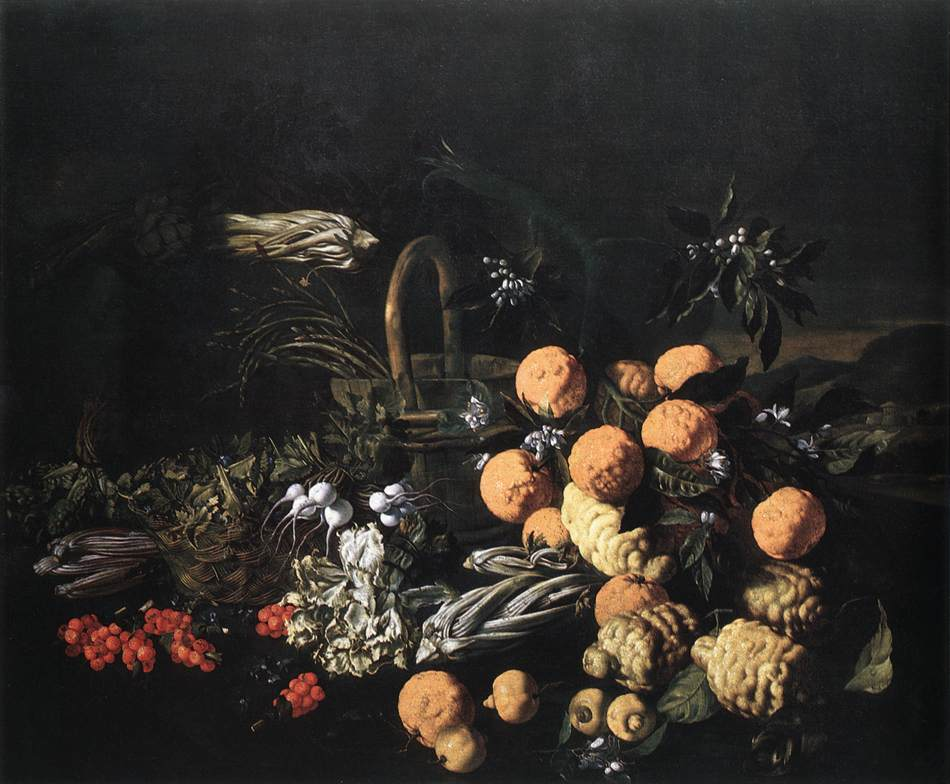
Giovanni Battista Ruoppolo: Stillleben mit Gemüse und Zitrusfrüchten, Galleria Paolo Sapori, Spoleto

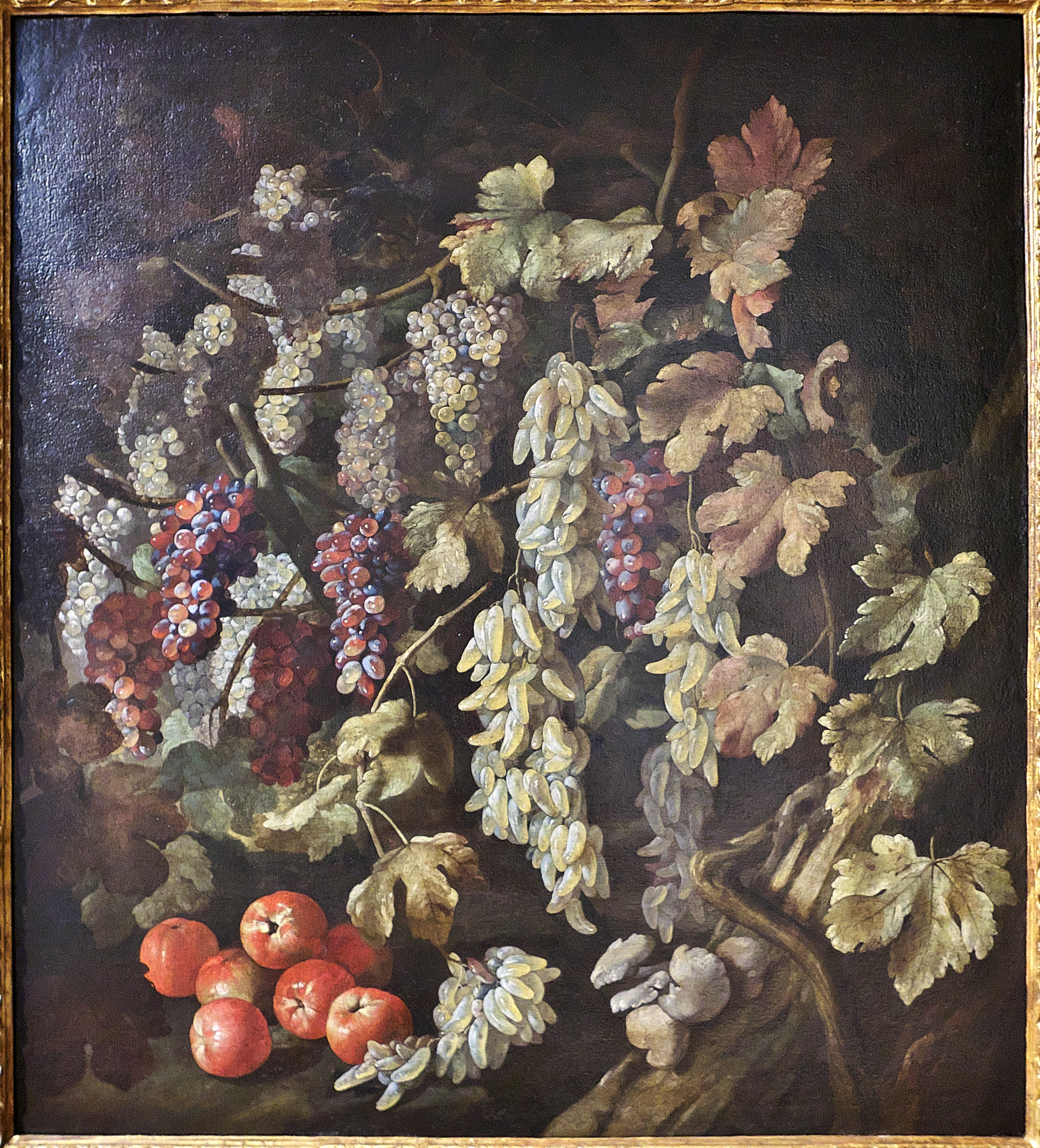
Verschiedene Arten von Weintrauben und Äpfel, Museo de Bellas Artes, Sevilla

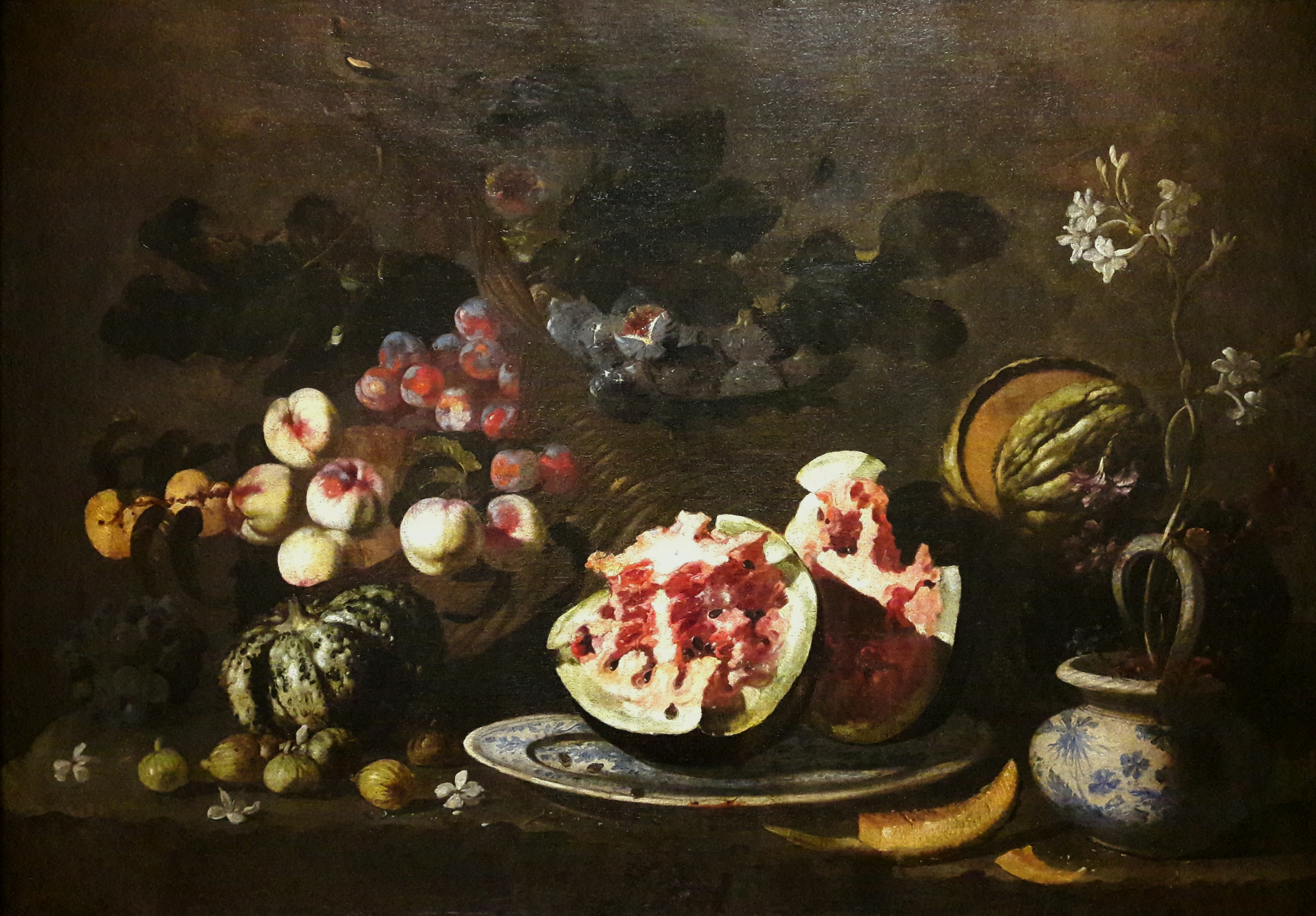
Stillleben mit Melonen, Feigen, Pfirsichen und Pflaumen, Nationalmuseum Warschau

Giovanni Battista Ruoppolo (auch: Giovan Battista Ruoppolo; * (getauft am) 5. April 1629 in Neapel; † 17. Januar 1693 ebenda) war ein italienischer Stilllebenmaler des Barock aus der neapolitanischen Schule.

## Leben
Er war ein Sohn von Francesco Ruoppolo und Giovanna Schiano und wurde in der Gemeinde von Santa Maria della Neve in Chiaia getauft. Sein Vater und sein älterer Bruder Carlo arbeiteten als Maler in der Majolika-Werkstatt von Bernardo Congiusto, dessen Tochter Teresa Giovanni Battista im Jahr 1655 heiratete. Das Paar hatte zehn Kinder, vom Erstgeborenen Nicola (getauft am 21. Juni 1656) bis zum Jüngsten Nicol’Antonio Salvatore (getauft am 29. Januar 1680).
Laut Bernardo De Dominici war Ruoppolo ein Schüler von Paolo Porpora, der allerdings ab 1648 in Rom weilte. F. Bologna wies darauf hin, dass Ruoppolo in seinem Frühwerk naturalistische Tendenzen nach Art des Luca Forte zeigt.
Giovanni Battista Ruoppolo war besonders als Maler von Früchtestillleben, ganz besonders von Weintrauben, berühmt. Er malte aber auch Fische und Meeresfrüchte, teilweise nach Art von Giovan Battista oder Giuseppe Recco, wie unter anderem ein signiertes Gemälde im Museo di Capodimonte zeigt.
Um 1680 erreichten seine Stillleben einen Höhepunkt an barocker Üppigkeit und Dekorativität. Seine Gemälde waren sehr gefragt und zierten (laut De Dominici) nicht nur zahlreiche Häuser und Paläste in Neapel, sondern gelangten auch nach Flandern, durch den bekannten Kunsthändler Gaspar Roomer und den Bankier Vandeneynden.
Zum Fronleichnamsfest 1684 malte Ruoppolo im Auftrage des Vizekönigs Gaspar Méndez de Haro, Marquis del Carpio, vier von insgesamt 14 Gemälden. Darunter waren eine zusammen mit Luca Giordano gemalte Allegorie des Herbstes (Privatsammlung) – wobei Giordano die Figuren schuf –, und eine Allegorie des Sommers, die Ruoppolo gemeinsam mit Abraham Brueghel malte – in dem Fall war Brueghel für die Blumen und Ruoppolo für die Früchte zuständig.
Nachweislich arbeitete er auch als Gutachter, so wurde er am 29. Juni 1682 herangezogen, um zusammen mit Abraham Brueghel einige auf Spiegel gemalte Stillleben aus dem Hause des Juristen und Philosophen Giuseppe Valletta auf ihren Wert zu schätzen.
Nach seinem Tode am 17. Januar 1693 wurde Ruoppolo in der Kirche Sant’ Anna di Palazzo beigesetzt.
Zu seinen Schülern gehörten Aniello Ascione und sein Neffe Giuseppe Ruoppolo, der seine eigenen Werke zuweilen mit dem Monogramm „GRU“ signierte und deutlich vom Reifestil Giovanni Battistas beeinflusst war. Ungeklärt ist die Frage, ob ein nur dokumentarisch bekannter Stilllebenmaler namens Francesco Antonio Ruoppolo mit Giovanni Battista Ruoppolo verwandt war.

## Werke (Auswahl)

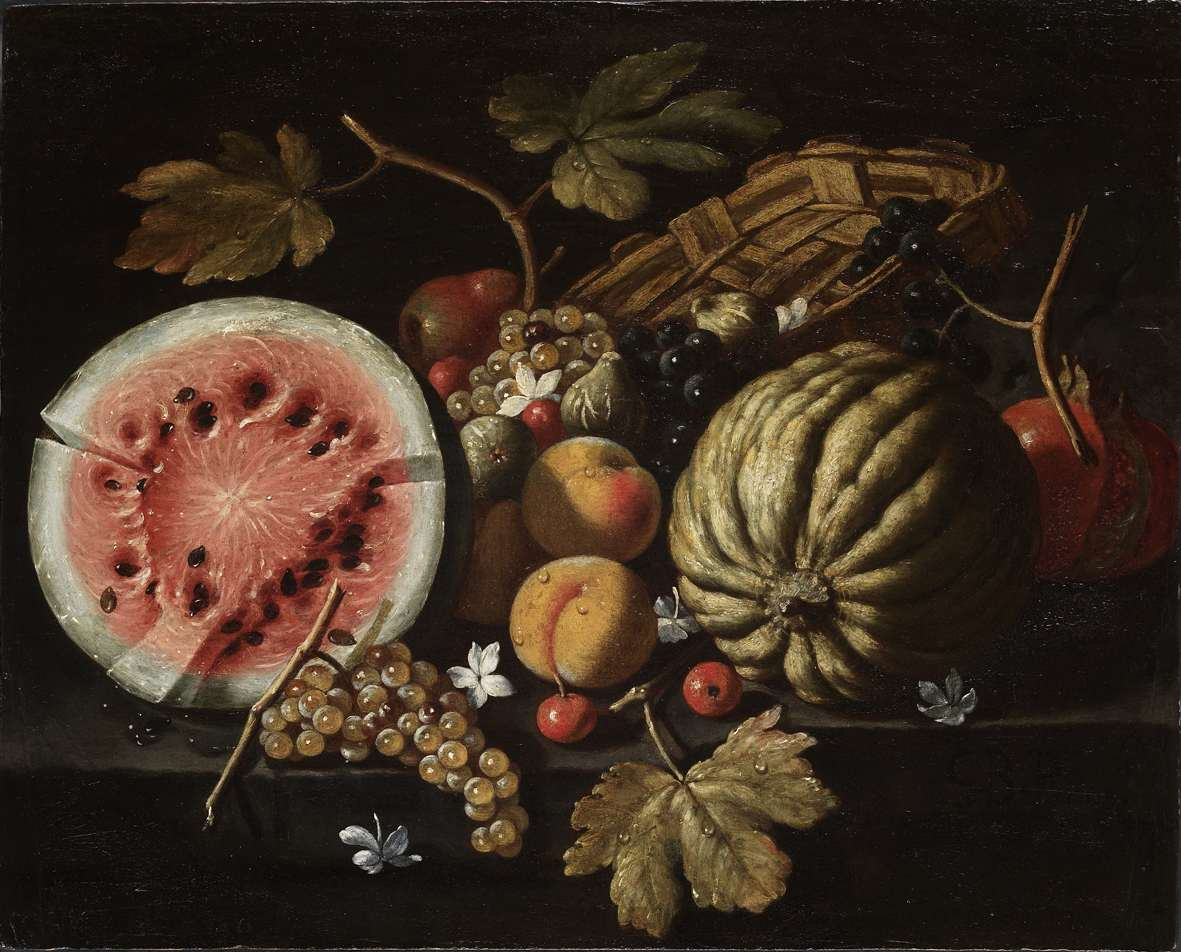
Früchtestilleben

- Stillleben mit Früchten, signiert, früher bei Lampronti, Rom
- Stillleben mit Sellerie und Schneeball-Blüten, signiert, Ashmolean Museum, Oxford
- Zwei Gemälde: Gemüse und Brot und Gemüse mit (Korb-)flasche und Blumen, Museo di Capodimonte, Neapel
- Stillleben mit Früchten und Blumenvase, signiert und datiert 1653, früher in Auktion bei Sotheby’s, London
- Gemüse und Obst mit Brot und Thunfisch, datiert 1661, Pinacoteca civica, Faenza
- Fische, signiert,  Museo di Capodimonte, Neapel
- Stilleben mit Fischen und Krabben, signiert, Collezione Pagano, Neapel
- Allegorie des Herbstes, 1684, Privatsammlung (zusammen mit Luca Giordano)
- Allegorie des Sommers, 1684, Privatsammlung (zusammen mit Abraham Brueghel)
- Früchtestillleben, signiert, früher bei Rob Smeets, Mailand